# کونسپسیون آلکساندره
کونسپسیون آلکساندره (اسپانیایی: Concepción Aleixandre‎؛ ‏ ۲ فوریهٔ ۱۸۶۲ – ۱۹۵۲) دانشمند، پزشک متخصص زنان و زایمان، آموزگار، مخترع و نویسندهٔ اهل اسپانیا بود. او اولین زنی بود که در انجمن زنان اسپانیا پذیرفته شد.
او عضو چندین سازمان زنان بود که از پیشبرد حقوق زنان دفاع می‌کردند. آثار مکتوب او بیشتر از طریقِ مقالات منتشرشده او در مجلات و کنفرانس‌ها و همچنین سخنرانی‌های ارائه شده در جلسات علمی، به‌دست آمده‌است. نام وی در سال ۲۰۰۱، در فهرست «۱۰۰ زن قرن بیستم که راه را برای برابری زنان در قرن بیست و یکم هموار کردند» قرار گرفت.